# ویلسن (لوئیزیانا)
ویلسن (به انگلیسی: Wilson) شهری در ایالت لوئیزیانا کشور ایالات متحده آمریکا است که جمعیت آن در سرشماری سال ۲۰۱۰ میلادی، ۵۹۵ نفر بوده‌است.